# Cyclosa albisternis
Cyclosa albisternis är en spindelart som beskrevs av Simon 1888. Cyclosa albisternis ingår i släktet Cyclosa och familjen hjulspindlar. Inga underarter finns listade i Catalogue of Life.